# 미창산
미창산(중국어 간체자: 米仓山, 정체자: 米倉山, 병음: Mǐcāng Shān)은 쓰촨성과 산시성 사이에 있는 산으로, 높이는 2,507m이다. 한강과 자링강 유역에 위치하며, 최고점은 난장현에 있다.